# 王仁恭 (隋朝)
王仁恭（558年—617年）字元實，天水上邽人。
祖王建，北周鳳州刺史。父王猛，鄯州刺史。隋炀帝大业八年（612年），王仁恭曾參與征讨高句丽。隋末任马邑太守。大业十二年（616年），东突厥始毕可汗率数万骑攻扰马邑郡（郡治善阳县，今山西省朔州市）。当时马邑郡兵不满三千，王仁恭于是挑选精干的士卒组成突击队，逆击突厥。突厥猝不及防，阵脚大乱，王仁恭纵兵出击，大败突厥，斩杀其二特勤（突厥官名）及士卒数千人。其后，突厥又攻扰定襄郡（郡治大利县，今内蒙和林格尔西北土城子），王仁恭率兵乘其不备，突然出击，再次大败突厥，斩首千余。王仁恭善用突击队，乘敌不备，先发制人，两败突厥。大業十三年（617年）二月初八，王仁恭為马邑校尉劉武周所殺。劉武周將王仁恭的人頭遊街示眾，下令開倉賑災。

## 延伸阅读
[在维基数据编辑]
 《隋書·卷65》，出自魏徵《隋书》